# Conn Iggulden
Conn Iggulden (Londra, 24 febbraio 1971) è uno scrittore britannico, specializzato in romanzi storici.
Nato da padre inglese e madre irlandese, ha studiato letteratura e lingua inglese alla London University e successivamente è diventato capo del dipartimento d'inglese al St. Gregory's Roman Catholic School a Londra. Ha insegnato per anni prima di dedicarsi totalmente alla scrittura diventando un autore di best seller in Gran Bretagna. Nel 2008 vince il Premio Alex con Genghis: Birth of an Empire.

## Opere

### Ciclo dell'imperatore (Emperor series)
1. Le porte di Roma (The Gates of Rome, 2003), traduzione di Barbara Piccioli, Piemme, 2003, ISBN 978-88-384-8292-2.
2. Il soldato di Roma (The Death of Kings, 2004), traduzione di Clara Nubile, Piemme, 2004, ISBN 978-88-566-0156-5.
3. Cesare, padrone di Roma (The Field of Swords, 2005), traduzione di Luciana Crepax, Piemme, 2005, ISBN 978-88-384-7664-8.
4. La caduta dell'aquila (The Gods of War, 2006), traduzione di Gianna Lonza, Piemme, 2006, ISBN 978-88-384-3353-5.
5. Il sangue degli dei (The Blood of Gods, 2013), traduzione di Paola Merla, Piemme, 2018, ISBN 978-88-566-4032-8.

### La stirpe di Gengis Khan (Conqueror series)
1. Il figlio della steppa (Wolf of the Plains, 2007)[1], traduzione di Alessandra Roccato, Piemme, 2007, ISBN 978-88-384-7651-8.
2. Il volo dell'aquila (Lords of the Bow, 2008), traduzione di Alessandra Roccato e Maria Cristina Castellucci, Piemme, 2008, ISBN 978-88-384-7652-5.
3. Il popolo d'argento (Bones of the Hills, 2008), traduzione di Alessandra Roccato, Piemme, 2009, ISBN 978-88-384-7653-2.
4. La città bianca (Empire of Silver, 2010), traduzione di Alessandra Roccato, Piemme, 2011, ISBN 978-00-072-8800-7.
5. Il signore delle pianure (Conqueror, 2011), traduzione di Alessandra Roccato, Piemme, 2012, ISBN 978-88-384-7655-6.

### La guerra delle rose (Wars of Roses series)
1. Stormbird (Stormbird, 2013), traduzione di Paola Merla, Piemme, 2014, ISBN 978-88-566-4033-5.
2. Trinity (Trinity, 2014), traduzione di Paola Merla, Piemme, 2014, ISBN 978-88-566-4034-2.
3. Bloodline (Bloodline, 2015), traduzione di Elena Cantoni, Piemme, 2015, ISBN 978-88-566-4035-9.
4. La battaglia di Ravenspur (Ravenspur, 2016), traduzione di Paola Merla, Piemme, 2016, ISBN 978-88-566-5681-7.

### Empire of Salt series
Trilogia pubblicata sotto il nome di C.F. Iggulden
1. Darien, 2017
2. Shiang, 2018
3. The Sword Saint, 2019

### Serie Ateniese(Athenian series)
1. Le porte di Atene (The Gates of Athens, 2020), traduzione di Elena Cantoni, Piemme, 2021, ISBN 978-88-566-7956-4.
2. Le ceneri di Atene (Protector, 2021), traduzione di Elena Cantoni, Piemme, 2022, ISBN 978-88-566-8434-6.

### L'età d'oro(The Golden Age series)
1. Il Leone di Atene. La straordinaria storia di Pericle (Lion, 2022), traduzione di Elena Cantoni, Milano, Piemme, 2023, ISBN 978-88-566-8899-3.
2. Il destino di Pericle (Empire, 2023), traduzione di Letizia Fusini, Collana Storica, Milano, Piemme, 2025, ISBN 978-88-566-9179-5.

### Altri romanzi
- Blackwater, 2006
- How to Blow Up Tollins, con Lizzy Duncan, 2010
- Quantum of Tweed – The Man with the Nissan Micra,  2012
- Il trono di sangue (Dunstan, 2017), traduzione di Paola Merla, Piemme, 2017, ISBN 978-88-566-6234-4.
- Il falco di Sparta (The Falcon of Sparta, 2018), traduzione di Elena Cantoni, Piemme, 2019, ISBN 978-88-566-6952-7.
- È stato Nerone. Roma non è stata bruciata in un giorno (Nero, 2024), traduzione di Elena Cantoni, Piemme, 2024, ISBN 978-88-566-9434-5.
- Tyrant, 2025

### Romanzi per ragazzi (Dangerous Books)
- con Hal Iggulden, Il pericoloso libro delle cose da veri uomini (The Dangerous Book for Boys, 2007), Milano, Mondadori, 2007, ISBN 978-88-04-56524-6.
- con Hal Iggulden, The Pocket Dangerous Book for Boys: Things to Do, 2007
- con Hal Iggulden, The Dangerous Book for Boys Yearbook, 2007
- con Hal Iggulden, The Pocket Dangerous Book for Boys: Things to Know, 2008
- con Hal Iggulden, The Pocket Dangerous Book for Boys: Wonders of the World, 2008
- con Hal Iggulden, The Pocket Dangerous Book for Boys: Facts, Figures and Fun, 2008
- con David Iggulden, The Dangerous Book of Heroes, 2009

#### Racconti per ragazzi
- Tollins: Explosive Tales for Children, 2009